# الرابطة الوطنية لكرة القدم
الرابطة الوطنية لكرة القدم (بالإنجليزية: National Soccer League)‏ هو دوري كرة قدم في أستراليا تأسس في سنة 1977. كان يلعب فيه 42 فريقا. توقف في سنة 2004. يعتبر كل من ماركوني ستاليونز ونادي جنوب ملبورن الأكثر فوزا به وذلك برصيد 4 بطولات.